# 칼 아이칸

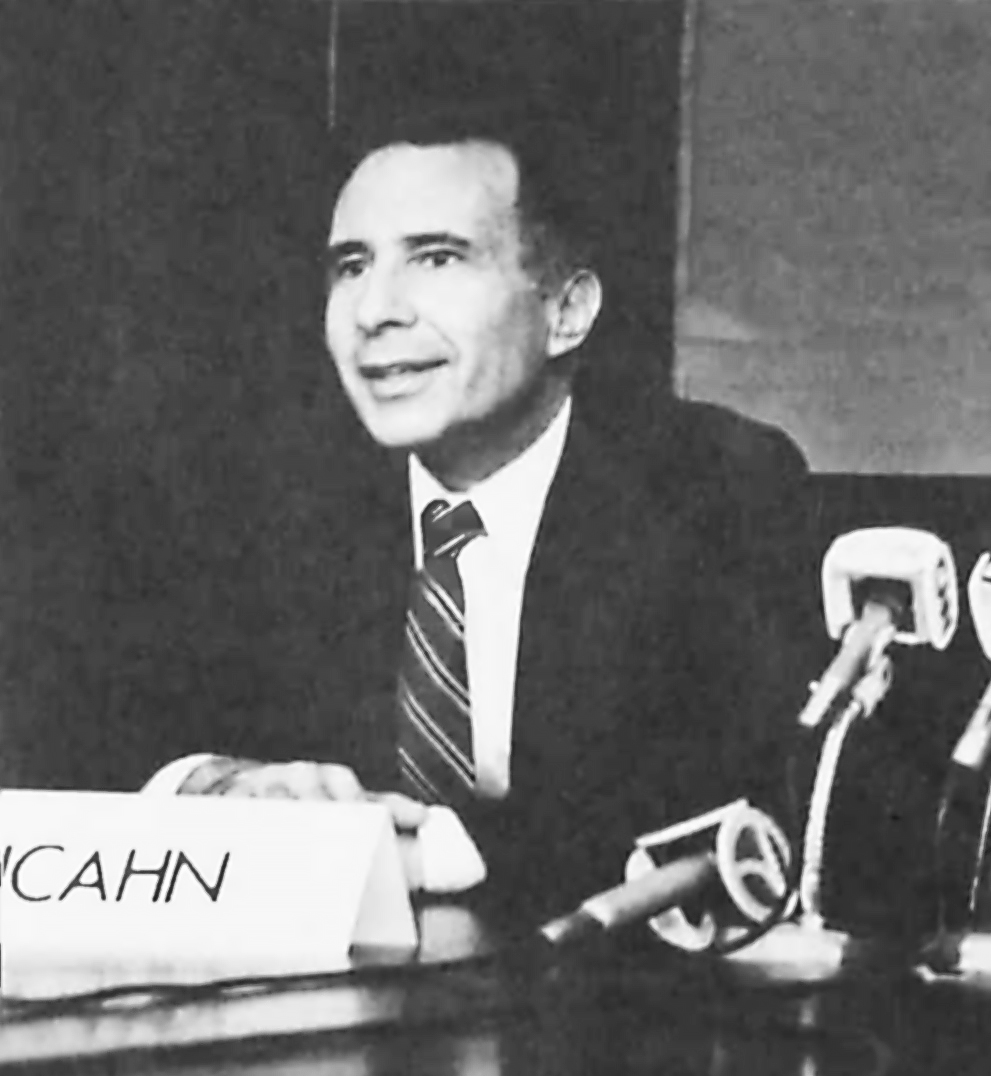
칼 아이칸 (1980년대)

칼 아이칸(1936년 2월 16일 ~ )은 미국의 투자자이자, 아이칸 엔터프라이즈의 창업자이자 대주주이다.
도널드 트럼프 대통령은 아이칸에게 경제 규제에 대한 특별 고문이 되어 달라고 요청했다.

## 기업사냥꾼
트랜스월드항공(TWA:Trans World Airlines)의 회장인 칼 아이칸은 세계적으로 유명한 기업사냥꾼이다.
셀러브리티넷워스닷컴에 따르면, 2016년 현재 아이칸은 매일 6억원씩 재산을 불리고 있는 것으로 나타났다. 아이칸의 자산은 180억달러(21조6900억원)로 평가된다. 레온 블랙 아폴로 글로벌 매니지먼트 최고경영자는 하루 19만달러(2억2900만원)를 벌었고, 마이클 밀켄은 9만8313달러(1억1850만원)의 소득을 올렸다.